# Sager-Waisen

Familie Sager am Beginn des Oregon Trail

Bei den Sager-Waisen (Sager Orphans, Sager Children) handelt es sich um die insgesamt sieben leiblichen Kinder von Naomi und Henry (Heinrich) Sager. Die Familie brach im April 1844 mit einem Siedlertreck nach Oregon auf, um ein besseres Leben im damals noch weitgehend unerschlossenen Westen der heutigen Vereinigten Staaten zu beginnen. Die Reise entlang des Oregon Trail kostete sowohl Naomi als auch Henry Sager das Leben und ließ die sieben Kinder im Alter zwischen 4 Monaten und 13 Jahren als Waisen zurück. Dieser und eine Reihe weiterer Schicksalsschläge machten die Sager-Waisen zu einem Synonym für die Strapazen und Leiden der amerikanischen Siedler.
Die Namen der Kinder lauteten (beginnend beim Ältesten):
- John Carney Sager (geboren 1831 im Union County, Ohio)
- Francisco „Frank“ Sager (geboren 1833 im Union County, Ohio)
- Catherine Carney Sager (geboren am 15. April 1835 im Union County, Ohio)
- Elizabeth Marie Sager (geboren am 6. Juli 1837 im Union County, Ohio)
- Matilda Jane Sager (geboren am 6. Oktober 1839 im Buchanan County, Missouri)
- Hanna Louise „Louisa“ Sager (geboren 1841 im Platte County, Missouri)
- Henrietta Marie „Rosanna“ Sager (geboren am 30. Mai 1844 am Oregon Trail im heutigen Kansas)

Etwa zehn Jahre nach ihrer Ankunft in Oregon begann Catherine Sager, damals in ihren Zwanzigern, die Geschichte ihrer Familie und ihres Weges nach Westen niederzuschreiben. Ihre Aufzeichnungen, die heute noch im Original von 1860 vorliegen, gelten als einer der authentischsten Berichte aus der Zeit der großen Siedlertrecks nach Westen.

## Die Zeit vor dem Oregon Trail
Heinrich Sager war ein ruheloser Mann. Vor 1843 zog er mit seiner Frau Naomi und seinen bis dahin sechs Kindern dreimal um, immer auf der Suche nach fruchtbarerem und billigerem Land. Dabei bewegte sich die Familie stetig nach Westen: Ausgehend von Virginia führte ihr Weg erst nach Ohio, dann nach Indiana, bis sich die Familie im Platte County, Missouri, niederließ.
Von dort brachen die Sagers im Herbst des Jahres 1843 nach Oregon auf, damals noch ein weitgehend unerschlossenes Territorium im Nordwesten der heutigen Vereinigten Staaten. Im Spätherbst erreichte die Familie St. Joseph, Missouri, einen der Jump-off Points (Ausgangspunkte) des Oregon Trail. Zu diesem Zeitpunkt war Naomi Sager bereits mit ihrem siebten Kind schwanger. Den Winter über blieb die Familie in St. Joseph. Im März 1844 schloss sich Heinrich Sager einer Gruppe von Siedlern an, die sich selbst Independent Colony (dt. Unabhängige Kolonie oder Unabhängige Siedler) nannte.

## Unterwegs am Oregon Trail

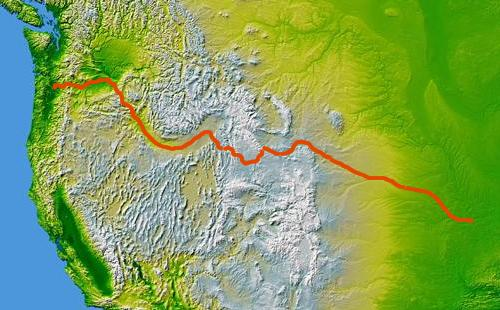
Der Weg der Independent Colony

Ende April 1844 machte sich die Independent Colony mit etwa 300 Personen und 72 Planwagen auf den Weg über den Oregon Trail. Der Treck wurde von Captain William Shaw angeführt, der selbst mit seiner Frau Sally und sechs Kindern reiste. Nach fünf Wochen auf dem Trail gebar Naomi Sager ihr siebtes Kind, ein Mädchen. Obgleich die Geburt im Wesentlichen gut verlief, war Naomi Sager stark geschwächt und erholte sich nur sehr langsam. Am 4. Juli 1844 feierten die Reisenden an den Ufern des Platte River den Unabhängigkeitstag.
Wenige Tage später, nachdem die Siedler den ersten Kontakt mit einer der riesigen Bisonherden gemacht hatten, überquerten sie den South Platte River. Die Durchquerung des seichten Gewässers schien problemlos vonstattenzugehen, als die Zugtiere am Wagen der Sagers beim Verlassen des Flusses durchgingen. Der Wagen überschlug sich am Flussufer und begrub Naomi Sager, das Neugeborene und die vier anderen Sager-Mädchen unter sich. Während die Mädchen unversehrt befreit werden konnten, erlitt Naomi schwere Quetschungen. Sie hatte das Kleinkind mit ihrem Körper geschützt.
Ende Juli 1844 passierte der Treck den Chimney Rock im heutigen Nebraska, einen damals wichtigen Orientierungspunkt am Oregon Trail, der besagte, dass die Prärien fast durchquert waren und die Rocky-Mountains-Passage unmittelbar bevorstand. Wenige Stunden bevor der Treck Fort Laramie im heutigen Wyoming erreichte, blieb die neunjährige Catherine Sager, das älteste der Mädchen, beim Abspringen vom fahrenden Planwagen mit ihrem Kleid am Wagenrad hängen und wurde von diesem überrollt. Dabei erlitt sie einen mehrfachen Beinbruch, was unter den medizinischen und sanitären Zuständen während eines Trecks normalerweise fatal gewesen wäre. Durch das rasche Handeln von Henry Sager und des eilends von einem nachfolgenden Treck herbeigerufenen Arztes Dr. Dagon aber konnte das Bein gerettet werden. Um Catherine weiter betreuen zu können, blieb Dr. Dagon von nun an bei den Sagers.

## Tod Henry und Naomi Sagers

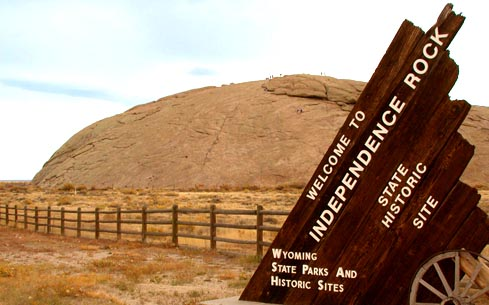
Independence Rock State Historic Site

Nachdem die Independent Colony den Independence Rock im heutigen Wyoming passiert hatte und einige der Siedler ihren Namen in den Granit gemeißelt hatten, erreichte der Treck am 23. August 1844 schließlich South Pass, einen Pass in den Rocky Mountains, der Teil der kontinentalen Wasserscheide der Vereinigten Staaten ist. Wenig später erkrankten einige der Siedler an Camp Fever (dt. „Lagerfieber“, vermutlich einer Rickettsia-Infektion), darunter auch Henry Sager.
Nach der Überquerung des Green River, nachdem bereits zwei Frauen und ein Kind aus der Independent Colony dem Fieber erlegen waren, wurde klar, dass auch Henry Sager die Nacht nicht überleben würde. Kurz vor seinem Tod bat er Captain Shaw, seine Frau und die sieben Kinder zur damals sehr bekannten Missionsstation von Marcus und Narcissa Whitman im heutigen Bundesstaat Washington zu bringen. Shaw gab ihm sein Wort. Wenig später starb Henry Sager. Er wurde von seiner Familie in einem improvisierten Sarg am Ufer des Green River beerdigt.

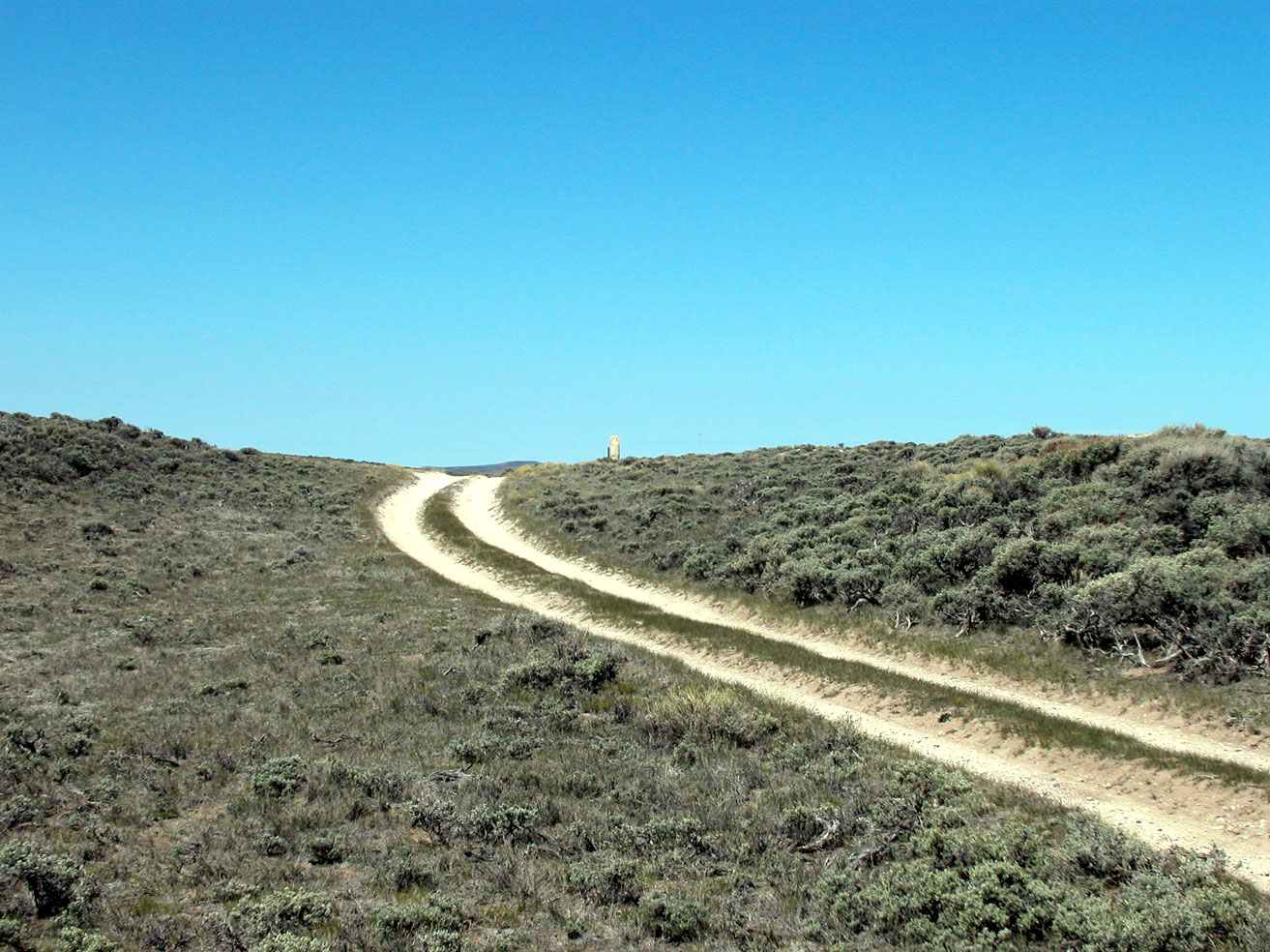
Oregon National Historic Trail, noch heute erhaltene Wagenspuren am South Pass

Da Naomi Sager, noch immer nicht vollständig von der Geburt ihres jüngsten Kindes erholt und nun auch von Trauer und Verzweiflung tief erschüttert, immer weniger in der Lage war, die Verantwortung für ihre Familie zu tragen, füllte Dr. Dagon diese Lücke. Die beschwerliche Weiterreise entlang des Snake River im heutigen Idaho war jedoch zu viel für Naomi Sager: Zu ihrem geschwächten Zustand kam Fieber hinzu, und nahe dem heutigen Twin Falls, Idaho, starb auch sie. Ihre letzten Worte sollen gewesen sein: „Oh Henry, if you only knew how we have suffered!“ (dt. „Oh Henry, wüsstest Du nur, wie wir gelitten haben!“). Sie wurde, in ein Betttuch gewickelt, von ihren beiden Söhnen und Dr. Dagon beerdigt. Der älteste Sohn schnitzte in ein Stück Holz die Worte „Naomi Carney Sager, age 37“ und markierte damit das Grab. Die sieben Sager-Kinder, im Alter zwischen 4 Monaten und 13 Jahren, waren damit Vollwaisen geworden.
Dem Vorschlag einiger Mitglieder des Trecks, die Sager-Waisen auf andere Familien in der Independent Colony aufzuteilen, stellte sich Captain Shaw entgegen, da er sein gegebenes Wort halten wollte. Die Kinder sollten gemeinsam zur Whitman-Mission gebracht werden. Um die jüngste Tochter Rosanna zu versorgen, sammelte Dr. Dagon täglich Muttermilch von anderen stillenden Müttern im Treck und gab sie dem Kleinkind.

## Die Jahre bei den Whitmans

Die Whitman-Mission in den 1840ern

Während der Weiterfahrt verendete eines der Zugtiere der Sagers. Da der andere Ochse den schweren Wagen nicht alleine ziehen konnte, entschied Captain Shaw, den Planwagen zu einem zweirädrigen Cart umzubauen. Das hatte zur Folge, dass nahezu alle Familienerbstücke zurückgelassen werden mussten, was für die Kinder einen weiteren herben Verlust darstellte.
Anfang Oktober 1844 erreichte die Independent Colony schließlich die Whitman-Mission. Narcissa Whitman hatte 1837, mit 29 Jahren, selbst eine kleine Tochter, Alice Clarissa, bekommen. Im Alter von zwei Jahren ertrank das Kleinkind jedoch im nahen Walla Walla River, als Narcissa einen Moment unaufmerksam war. Die junge Frau konnte diesen Verlust lange Zeit nicht verkraften. Doch andere Kinder bedurften ihrer Hilfe. Innerhalb weniger Jahre hatte Narcissa die Obsorge über vier Kinder, darunter die Töchter der Mountain Men (Trapper) Joe Meek und Jim Bridger. Als die Sager-Waisen in der Mission ankamen, war nach anfänglichem Zögern schnell klar, dass auch diese sieben Kinder bei Narcissa bleiben würden. Bereits im Juli 1845 erreichte Marcus Whitman einen Gerichtsbeschluss, wonach die Obsorge über die sieben Kinder an Narcissa und ihn überging. Die Sager-Waisen hatten eine neue Mutter und einen neuen Vater gefunden.

## Tod Marcus und Narcissa Whitmans

Narcissa und Marcus Whitman

Dr. Marcus Whitman, ein Arzt und protestantischer Missionar, hatte im Jahr 1837 zusammen mit einer Gruppe anderer Missionare die Station im Walla Walla Valley, am nördlichen Ende der Blue Mountains, gegründet. Sie befand sich im Stammesgebiet der Nez-Percé sowie der Cayuse-Indianer. Letztere nannten die Ansiedlung Waiilatpu, was übersetzt etwa „Land des Roggen-Grases“ bedeutet. Während sich Marcus um die medizinische Versorgung und landwirtschaftliche Unterweisung der Indianer kümmerte, eröffnete Narcissa eine Schule. Das anfänglich friedliche Zusammenleben zwischen den Missionaren und den Indianern war jedoch in einem labilen Gleichgewichtszustand, der 1847, drei Jahre nach der Ankunft der Sager-Waisen, langsam zu kippen begann. Eine Reihe von Gründen führte zu wachsendem Misstrauen und beginnenden Feindseligkeiten.
Die Zahl der durchfahrenden Siedler hatte von Jahr zu Jahr zugenommen. Mit ihnen kamen auch Krankheiten, gegen die die lokalen Indianer keinerlei Abwehrkräfte besaßen. So schleppte ein im Herbst 1847 durchfahrender Siedlertreck die Masern ein. Während des feuchtkalten Wetters im November 1847 erreichte die Epidemie sowohl bei den Missionaren als auch bei den Cayuse ihren Höhepunkt. Doch während sich die Weißen relativ rasch erholten, starben bei den Indianern Erwachsene wie Kinder in unvorstellbarer Zahl. Mehr als das halbe Volk der Cayuse fiel der Epidemie zum Opfer.
Am 29. November 1847 entlud sich die katastrophale Situation in Gewalt. Ein Herumtreiber namens Joe Lewis sah in möglichen Unruhen zwischen den Indianern und den Weißen die Aussicht, Wertgegenstände der Missionsstation an sich zu bringen. Er erzählte den Cayuse, dass Marcus Whitman nur die Weißen von der Krankheit heile, die Cayuse dagegen vergifte. Diese Erklärung schien das Bild, das sich den Indianern vom Verlauf der Epidemie bot, zu bestätigen. Gemeinsam mit Indianern vom Stamm der Umatilla griffen die Cayuse unter der Führung der fünf Indianer Tiloukaikt, Tomahas, Kiamsumpkin, Iaiachalakis und Klokomas die Whitman-Mission an.
Das Whitman-Massaker endete mit dem Tod von 14 Missionsangehörigen. Zu den Toten gehörten sowohl John und Frank Sager als auch Narcissa und Marcus Whitman. Die überlebenden Sager-Kinder waren damit zum zweiten Mal Waisen geworden.
Bei dem Massaker wurden weitere 54 Frauen und Kinder gefangen genommen und als Geiseln gehalten, darunter Helen Mar Meek, Mary Ann Bridger sowie alle überlebenden Sager-Waisen. Während der Gefangenschaft verschlechterte sich auch der Gesundheitszustand der weißen Masernkranken rapide. Zu den fünf Personen, die während der Gefangenschaft bei den Cayuse starben, gehörten auch Helen Mar Meek und Hannah Louise Sager.
Einen Monat nach dem Whitman-Massaker, am 29. Dezember 1847, arrangierte Peter Skene Ogden, ein Pelzhändler der Hudson’s Bay Company, die Freilassung der 49 noch lebenden Geiseln im Austausch gegen 62 Decken, 63 Baumwollhemden, 24 Gewehre, 600 Patronen und sieben Pfund Tabak. Alle Überlebenden wurden nach Fort Vancouver gebracht.

## Die Zeit nach dem Whitman-Massaker

Catherine, Elizabeth und Matilda Sager treffen einander 1897 anlässlich des 50. Jahrestages des Whitman-Massakers

Von da an war das Leben als Familie für die Sager-Waisen endgültig vorbei. Die Mädchen wurden in die Obhut von vier verschiedenen Familien gegeben und wuchsen getrennt voneinander auf. Alle vier Sager-Mädchen heirateten jung.
- Rosanna hatte keine Kinder. Sie starb im Alter von 26 Jahren durch eine verirrte Kugel eines Verbrechers.
- Matilda brachte acht Kinder zur Welt. Sie wohnte bis zu ihrem Tod am 13. April 1928, mit 89 Jahren, im Hause einer ihrer Töchter in Kalifornien.
- Elizabeth bekam neun Kinder. Sie lebte in Portland, Oregon, wo sie am 19. Juli 1925 im Alter von 88 Jahren verstarb.
- Catherine, die damals älteste Überlebende der Sager-Waisen, hatte acht Kinder. Sie lebte mit ihrem Ehemann in Spokane, Washington. Zehn Jahre nach ihrer Ankunft in Oregon begann Catherine Sager, die Geschichte ihrer Familie und ihres verhängnisvollen Weges nach Westen niederzuschreiben. Sie hoffte, damit genügend Geld zu verdienen, um ein Waisenhaus in Erinnerung an die von ihr verehrte Narcissa Whitman gründen zu können. Sie fand jedoch nie einen Verleger für ihre Geschichte. Catherine Sager starb am 10. August 1910 im Alter von 75 Jahren.

Die Kinder und Enkel von Catherine Sager bewahrten die Aufzeichnungen. Catherine Sagers Geschichte gilt als einer der authentischsten Berichte aus der Zeit der großen Siedlertrecks nach Westen.
Im Jahr 1897, 50 Jahre nach dem Whitman-Massaker, nahmen mehr als 3000 Personen an einer Gedenkfeier auf dem Gelände der ehemaligen Missionsstation teil. Zu den Ehrengästen gehörten Catherine Sager-Pringle, Elizabeth Sager-Helm und Matilda Sager-Delaney, die letzten überlebenden Sager-Waisen.

## Nachwirkung
Die Geschichte der Sager-Waisen wurde vielfach rezipiert, dabei jedoch vielfach verfälscht. Nachdem Honoré Morrow in ihrem Roman On to Oregon! unter Berufung auf Gespräche mit Catherine Sager die Geschichte so darstellte, dass die Sager-Waisen allein nach Oregon zogen, verbreitete sich diese Version als wahre Geschichte. Bereits 1926 berichtete der Cosmopolitan über die alleinreisenden Kinder. Der Artikel wurde wiederholt von anderen Zeitungen kopiert wie Reader’s Digest (1940) und der Neuen Zürcher Zeitung (1942). Auch An Rutgers griff für ihr Buch auf diese Artikel zurück. Die Nachkommen der Sager-Waisen protestierten wiederholt gegen diese Darstellung, die nach ihrer Ansicht den Helfern ihrer Vorfahren nicht gerecht werde.

### Bücher
- On to Oregon!: the story of a pioneer boy (1926) von Honoré Willsie Morrow
- Die Kinderkarawane (1949) von An Rutgers

### Filme und Serien
- Head of the House (1958), Staffel 7, Episode 1 der Serie Im Wilden Westen
- Seven Alone (1974) mit Stewart Petersen